# Cień bólu
Cień bólu (niem. Phantomschmerz) – dramat niemiecki z 2009 roku zrealizowany w oparciu o fakty. W roli głównej Til Schweiger. Jego córkę gra jego własna córka Luna Schweiger. Jego przyjaciela Alexa Stipe Erceg. Reżyserem jest producent filmowy Matthias Emcke. Tematem filmu są relacje z przyjacielem, które sprawdzają się w najtrudniejszych chwilach i mierzenie się ze zmianą swojego życia w obliczu kalectwa. W centrum filmu pozostają też relacje bohatera z dorastającą córką, z nieżyjącym ojcem i zakochaną w nim kobietą.

## Fabuła
To historia Marca Simnera (Til Schweiger) zapalonego rowerzysty, lekkoducha i uwodziciela. Noce spędza z co rusz to inną kobietą. Wciąż zalega z alimentami dla swojej córki Sary (Luna Schweiger). Jego osobisty czar sprawia jednak, że ludzie mu wszystko wybaczają. Pewnego dnia wypadek na motocyklu czyni z niego kalekę. Utrata nogi zmusza go do zastanowienia się nad swoim dotychczasowym życiem. Marc ma okazję do wyprostowania wykrzywionych relacji ze swoją córką i do pogodzenia się z historią swego życia zranionego relacją z ojcem.

## Tło filmu
Podstawa scenariusza była prawdziwa historia Kanadyjczyka Stephena Suumnera, zapalonego rowerzysty i przyjaciela reżysera. W 2004 nocą w okolicach Sieny jadąc na motorze uległ wypadkowi, w wyniku którego stracił swoją lewą nogę.

## Obsada
- Til Schweiger jako Marc Sumner
- Jana Pallaske jako Nika
- Stipe Erceg jako Alexander
- Luna Schweiger jako Sarah
- Alwara Höfels jako barmanka
- Carina N. Wiese jako była żona Marca Marc
- Julia Brendler jako Anna
- Kida Khodr Ramadan jako Deepak